# Астроним (псевдоним)
Астро́ним (от др.-греч. ἀστήρ «звезда» + ὄνομα или ὄνυμα — «имя»), также астероним — типографский знак «звёздочка» (астериск, «*») или комбинация из нескольких таких знаков в одну линию («**», «***», «****», «*** ***» и т. д.), а также иногда набранных особым образом, например, «⁂», ромбом, используемые в качестве псевдонима автора. Звёздочка может сочетаться и с другими символами. Предполагается, что термин восходит к практике использования псевдонимов в виде астрономических знаков небесных тел (см. Астронимика). Позже вместо подобных обозначений стали пользоваться более простой в использовании и распространённой типографской звёздочкой — астериском, однако прежнее название осталось. 
Относительно ударения в слове астроним указывается, что оно предпочтительно должно находиться во втором слоге с конца, хотя в литературе указывался и второй вариант — ни́м. Эту точку зрения отстаивала лингвист Александра Суперанская («Ударение в заимствованных словах», 1968), писавшая, что данный термин имеет более выраженное узкоязыковедческое происхождение, чем аноним, псевдоним, и поэтому, как и в других словах из различных областей ономастики (антоним, омоним, синоним, пароним, гидроним, этноним), ударение должно закрепиться на втором с конца слоге. Лингвист В. Л. Воронцова в 1975 году писала относительно трудных случаев с ударением в лингвистических терминах: «Отмеченные языковые закономерности можно рассматривать как объективные данные для нормализации ударения. Конечно, не везде подобные закономерности прослеживаются в одинаковой степени чётко, но они всё же имеют место и направляют акцентное развитие. Так, в именах на -ним, являющихся обозначением различных ономастических единиц, сейчас возможно двоякое ударение. Логика языкового развития приведёт, очевидно, к закреплённости ударения на втором слоге от конца: гидроним, топоним. Это будет способствовать более чёткому выделению данной терминологической группы».
Литературовед, исследователь псевдонимов Валентин Дмитриев назвал астронимы «псевдонимами-загадками» (криптонимы). По его мнению, в таких подписях содержится от одной до семи звёздочек, которые могут располагаться различным способом: в одну линию, в виде треугольника, ромба. Такими обозначениями пользовались многие литераторы (Гавриил Державин, Евгений Баратынский, Александр Пушкин, Александр Полежаев, Николай Языков, Владимир Одоевский, Николай Гоголь, Николай Некрасов, Иван Тургенев, Николай Лесков, Фёдор Тютчев, Валерий Брюсов и др.). Астронимы были настолько распространены, что редакция одного из литературных альманахов вынуждена была указать: «Под сими тремя звёздочками — иной поэт, чем под тремя звёздочками на стр. 77».
Вместо звёздочек в подобного рода псевдонимах используются и другие символы, знаки препинания, геометрические фигуры (стигмонимы). В этой связи Дмитриев указывал, что шотландский физик, математик и механик Джеймс Клерк Максвелл подписывал свои письма и стихи частью формулы (правой) {\displaystyle JCM=dp/dt} (см. второе начало термодинамики), так как левая часть совпадает с инициалами учёного (James Clerk Maxwell). Некоторые авторы подписывались математическими символами (∞, +, −).